# Alf Christensen
Alf Christensen (født 1973) er en dansk komponist, digter og forfatter, uddannet fra Forfatterskolen 2002. Han har publiceret i tidsskrifterne Hvedekorn og Øverste Kirurgiske. Alf Christensen skriver selv musik til sine digte.

## Udgivelser
- Aftenskum, Borgen, 2004 (Digte)